# Trentepohlia esakii
Trentepohlia esakii är en tvåvingeart som beskrevs av Alexander 1923. Trentepohlia esakii ingår i släktet Trentepohlia och familjen småharkrankar.
Artens utbredningsområde är Taiwan. Inga underarter finns listade i Catalogue of Life.